# 아이돌 (YOASOBI의 노래)
〈아이돌〉(일본어: アイドル 아이도루[*])은 일본의 음악 유닛 YOASOBI의 노래다. 2023년 4월 12일에 소니 뮤직 엔터테인먼트를 통해 디지털 싱글로 발매되었다. 이 노래는 2023년 일본의 TV 애니메이션 《【최애의 아이】》의 오프닝 테마로 사용되었으며 아카사카 아카의 단편 소설 '45510'을 바탕으로 제작되었다.

## 배경 및 출시
2023년 2월 19일, 일본의 애니메이션 《【최애의 아이】》는 공식 유튜브 채널의 애니메이션 상세 라이브 스트림에서 YOASOBI가 부를 오프닝 테마인 〈아이돌〉을 발표했다. 애니메이션 PV에도 〈아이돌〉의 일부가 등장했으며, 풀 버전은 3월 17일에 극장에서 처음으로 공개된 제1화 〈Mother and Children〉에서 처음으로 공개되었다.
4월 5일, YOASOBI는 Denkosekka Arena Tour의 나고야 쇼에서 앙코르로 〈아이돌〉의 데뷔 무대를 가졌다. 쇼가 끝난 후 그들은 애니메이션 첫 방송과 같은 날짜인 4월 12일에 음악 다운로드 및 스트리밍 플랫폼에서 이 노래를 들을 수 있을 것이라고 발표했다. 《【최애의 아이】》의 애니메이션 제작을 맡은 동화공방이 애니메이션을 제작한 동반 뮤직비디오가 다음날 공개되었다.
이 노래는 《【최애의 아이】》의 작가 아카사카 아카가 쓴 단편 소설인 '45510'을 바탕으로 했다. 아이돌 그룹 B코마치의 멤버 중 한 명의 시점에서 쓰여진 스토리로, "완벽한 궁극의 아이돌"로 평가받는 그룹의 센터 호시노 아이에 대한 멤버들의 질투와 가식적인 모습만을 보여주는 호시노의 이야기를 그린다. 이 소설은 애니메이션의 첫 번째 에피소드가 방영된 직후인 4월 13일에 《주간 영 점프》의 웹사이트에 공개되었다.

## 뮤직 비디오
2023년 4월 13일 오후 12시 30분(JST)에 YOASOBI의 유튜브 채널 및 Ayase의 니코니코 동화 채널에 〈아이돌〉의 애니메이션 뮤직 비디오가 공개되었다. 《【최애의 아이】》 애니메이션과 동일한 비주얼로 나카야마 나오야가 감독을 맡았고 《【최애의 아이】》 애니메이션 제작을 담당한 동화공방이 애니메이션을 제작했다.
4월 12일 오전 12시 30분(JST)에 유튜브에서 프리미어 공개되었고, 영어 버전의 뮤직 비디오도 5월 26일에 공개되었다.
뮤직 비디오는 공개 한 달 만인 5월 18일에 조회수 1억을 돌파하며 듀오의 뮤직 비디오로서 〈밤을 달리다〉, 〈괴물〉, 〈군청〉에 이어 네 번째로 이 기록을 달성했다.

## 차트 성적
공개 2주 만에 〈아이돌〉은 스트리밍 및 조회수 1억 회를 돌파한 것으로 알려졌다. 이 노래는 Billboard Global Excl. US에 2023년 4월 22일에 135위로 처음으로 진입했다. 그리고 3주 후 4위에 올랐다. 그리고 4월 29일 글로벌 200에서 14위에 올랐고, 다음 주에 top 10에 진입하여 2021년 〈밤을 달리다〉 이후 최고 순위를 기록했고 LiSA의 〈불꽃〉에 이어 일본어로서 2위에 오르기도 했다. 나중에 이 노래는 차트에서 9위에 올랐다. 야후! 재팬 뉴스의 토쿠리키 모토히코는 〈아이돌〉의 성공을 2022년 해외에서 히트한 후지이 카제의 〈시누노가 에와〉와 비교하며 "일본 음악 산업에 큰 발걸음이 될 가능성이 있다"고 평했다.
일본에서 〈아이돌〉은 2023년 4월 24일자 오리콘 합산 싱글 차트에서 5위에 올랐고 다음 주에는 3위에 올랐다. 이 노래는 첫 주에 MAN WITH A MISSION과 milet의 〈인연의 기적〉에 이어 2위로 디지털 싱글 차트에 진입했으며, 다음 주에 1위에 올랐다. 스트리밍 차트에서 〈아이돌〉은 1위를 차지하며 4주 연속 정점을 찍었고, 〈밤을 달리다〉(2019)와 〈괴물〉(2021)에 이어 듀오의 세 번째 차트 1위 곡이 되었다. 5월 8일 주에 25,933,824개의 스트림을 통해 이 노래는 듀오의 2023년 최대 스트리밍 기록이 되었으며 방탄소년단의 〈Butter〉에 이어 오리콘 역사상 단일 주에 두 번째로 가장 많은 스트림 수를 기록했다. 또한 이 곡은 BE：FIRST의 '붐붐백' 에 이어 2023년 두 번째 곡으로 같은 주에 디지털 싱글 차트와 스트리밍 차트에서 연속 2주 연속 1위를 차지했다.
빌보드 재팬 차트 에서 〈아이돌〉은 2020년 〈밤을 달리다〉에 이어 듀오의 두 번째 1위 곡으로 2023년 4월 19일자 Japan Hot 100 1위에 올랐으며, 4주 연속 1위를 기록했다. 구성 요소 차트의 경우 이 노래는 다운로드 노래에서 2위에 올랐으며 이후 2주 동안 연속되지 않고 차트에서 1위를 차지했다. 〈아이돌〉은 또한 스트리밍 송 에서 1위에 올랐고 4주 연속 차트 정상에 올랐다. 5월 3일 주에 25,783,683개의 스트림을 받았다. 2022년 11월 오피셜히게단디즘의 〈Subtitle〉 이후 일주일 만에 가장 많이 스트리밍된 노래가 되었으며 방탄소년단의 〈Butter〉에 이어 두 번째로 일주일 만에 스트리밍된 노래가 되었다. 또한 〈아이돌〉은 특정 장르의 핫 애니메이션 차트 1위에 올랐고 4주 연속 1위를 차지했다.

## 수록곡
| #  | 제목         | 재생 시간 |
| -- | ------------ | --------- |
| 1. | 〈アイドル〉 | 3:33      |

| #  | 제목                       | 재생 시간 |
| -- | -------------------------- | --------- |
| 1. | 〈Idol (English version)〉 | 3:33      |

| #            | 제목                        | 재생 시간 |
| ------------ | --------------------------- | --------- |
| 1.           | 〈アイドル〉                | 3:33      |
| 2.           | 〈Idol〉 (English version)  | 3:33      |
| 3.           | 〈アイドル〉 (anime edit)   | 1:30      |
| 4.           | 〈アイドル〉 (instrumental) | 3:33      |
| 총 재생 시간 | 총 재생 시간                | 12:09     |

## 인증
| 국가                                                     | 인증        | 판매량/출하량 |
| -------------------------------------------------------- | ----------- | ------------- |
| 일본 Physical                                            | —           | 60,797        |
| 일본 (RIAJ) Digital                                      | 플래티넘    | 250,000*      |
| Streaming                                                |             |               |
| 일본 (RIAJ)                                              | 3× 플래티넘 | 300,000,000   |
| *판매량을 기반으로 한 인증 · 스트리밍을 기반으로 한 인증 |             |               |